# SP-68
A SP-68 é uma rodovia radial do estado de São Paulo, administrada pelo Departamento de Estradas de Rodagem do Estado de São Paulo (DER-SP).

## Denominações
Recebe as seguintes denominações em seu trajeto:
Nome:	Tropeiros, Rodovia dos	
- De - até:	Km. 37 da Via Dutra (Cachoeira Paulista) - Divisa Rio de Janeiro
- Legislação: DEC. 20.184 DE 15/12/82

## Descrição
Principais pontos de passagem: BR-116 (Cachoeira Paulista) - Areias - Bananal - Div. RJ (Pouso Seco)

## Características

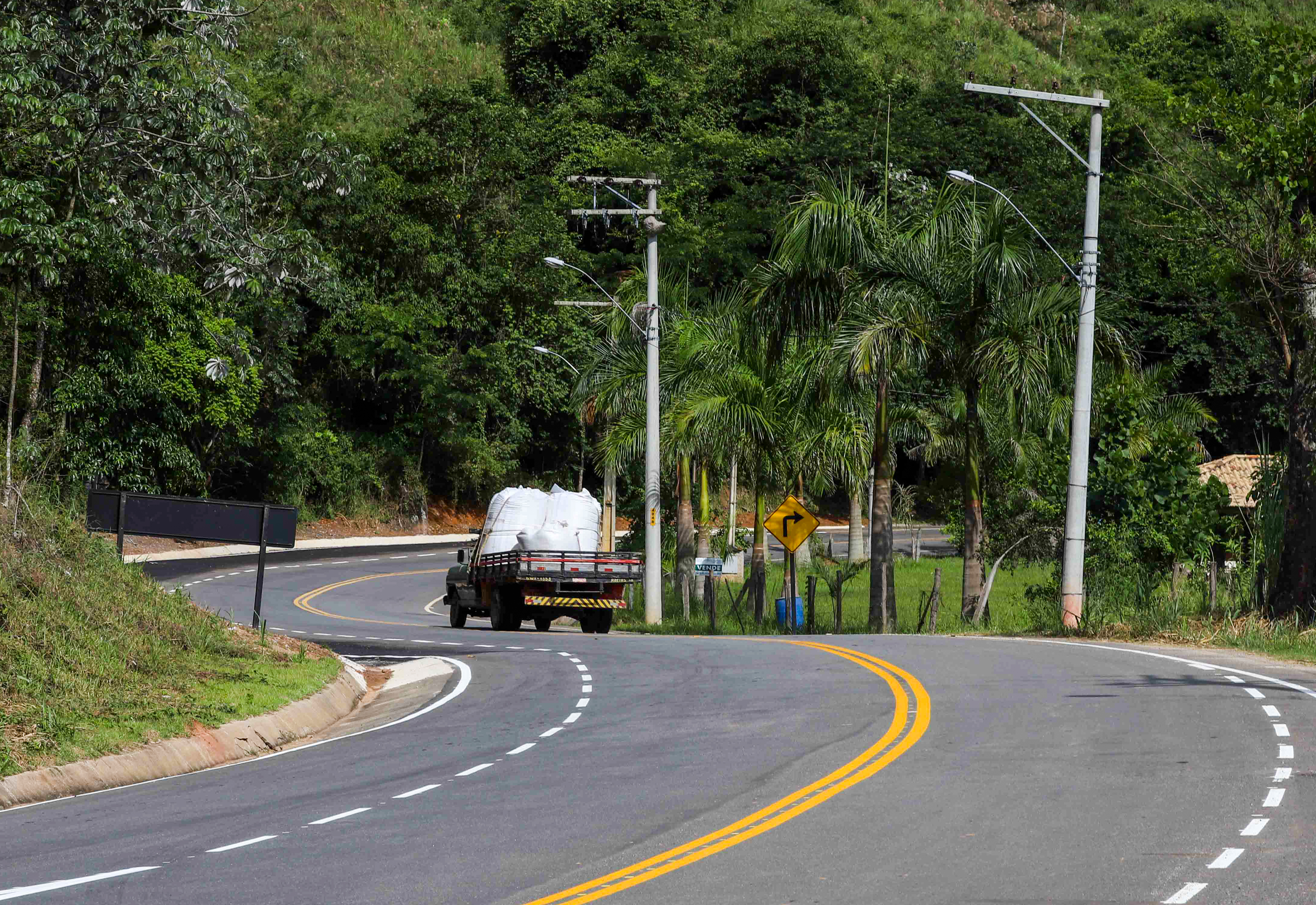
Trecho da SP-68 em São José do Barreiro.

### Extensão
- Km Inicial: 203,000
- Km Final: 336,000

### Localidades atendidas
- Cachoeira Paulista
- Silveiras
- Areias
- São José do Barreiro
- Formoso
- Arapeí
- Bananal
- Rancho Grande